# The House of Bondage
The House of Bondage er en amerikansk stumfilm fra 1914 af Pierce Kingsley.

## Medvirkende
- Lottie Pickford som Mary Denbigh
- Armand Cortes som Max Crossman
- Susanne Willis som Rose Legere
- Robert Lawrence som Wesley Dyker
- Herbert Barrington som Angel